# Железничка станица Крушевац
Железничка станица Крушевац је једна од железничких станица на прузи Сталаћ—Краљево. Изградња станице је започета 1908. године.
Пруга Kраљево – Kрушевац – Сталаћ преправљена је између 1956. и 1961. године од пруге узаног колосека у пругу са стандардним, нормалним колосеком.